# Macellum (mercato)

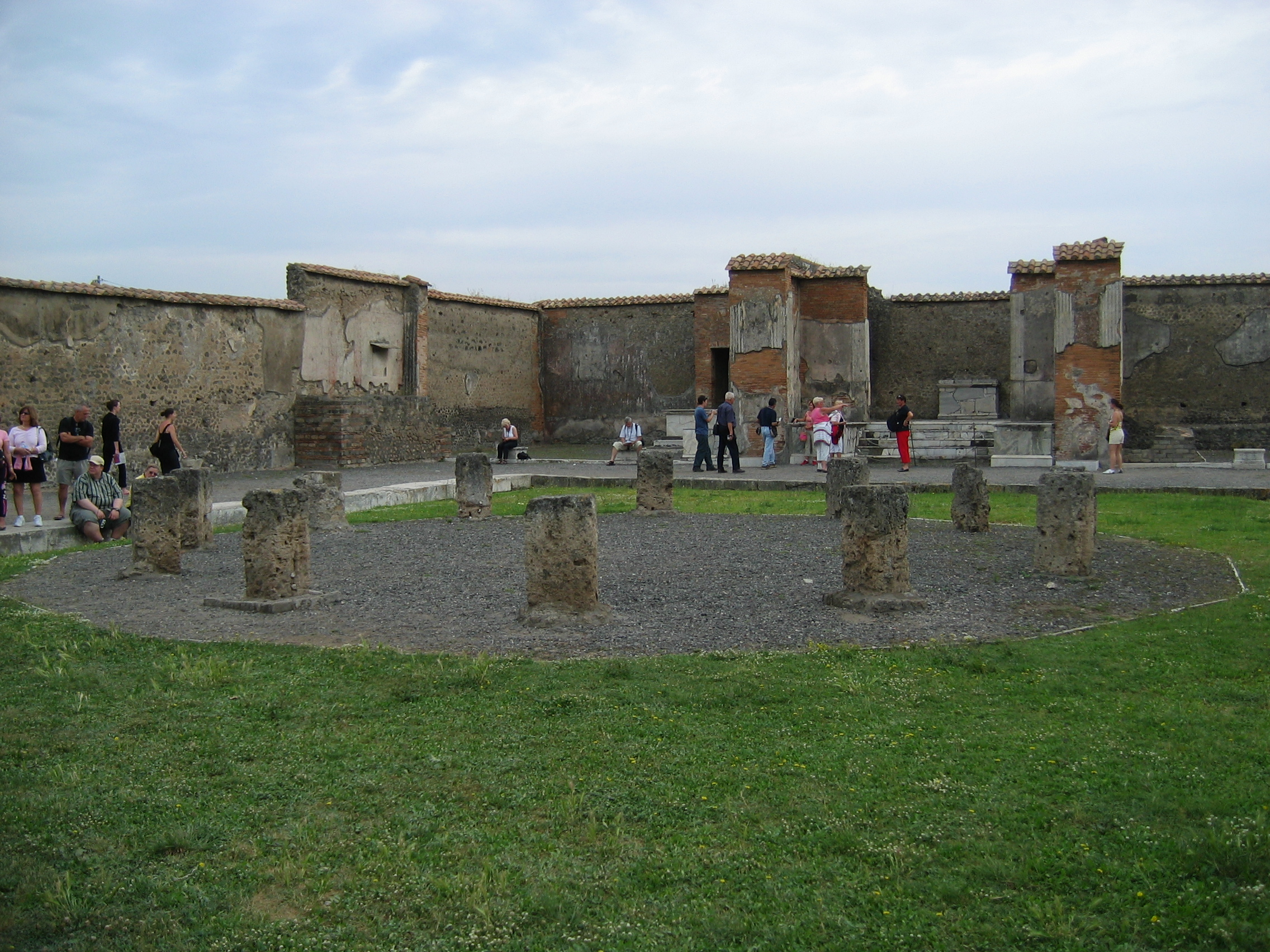
Il macellum di Pompei.

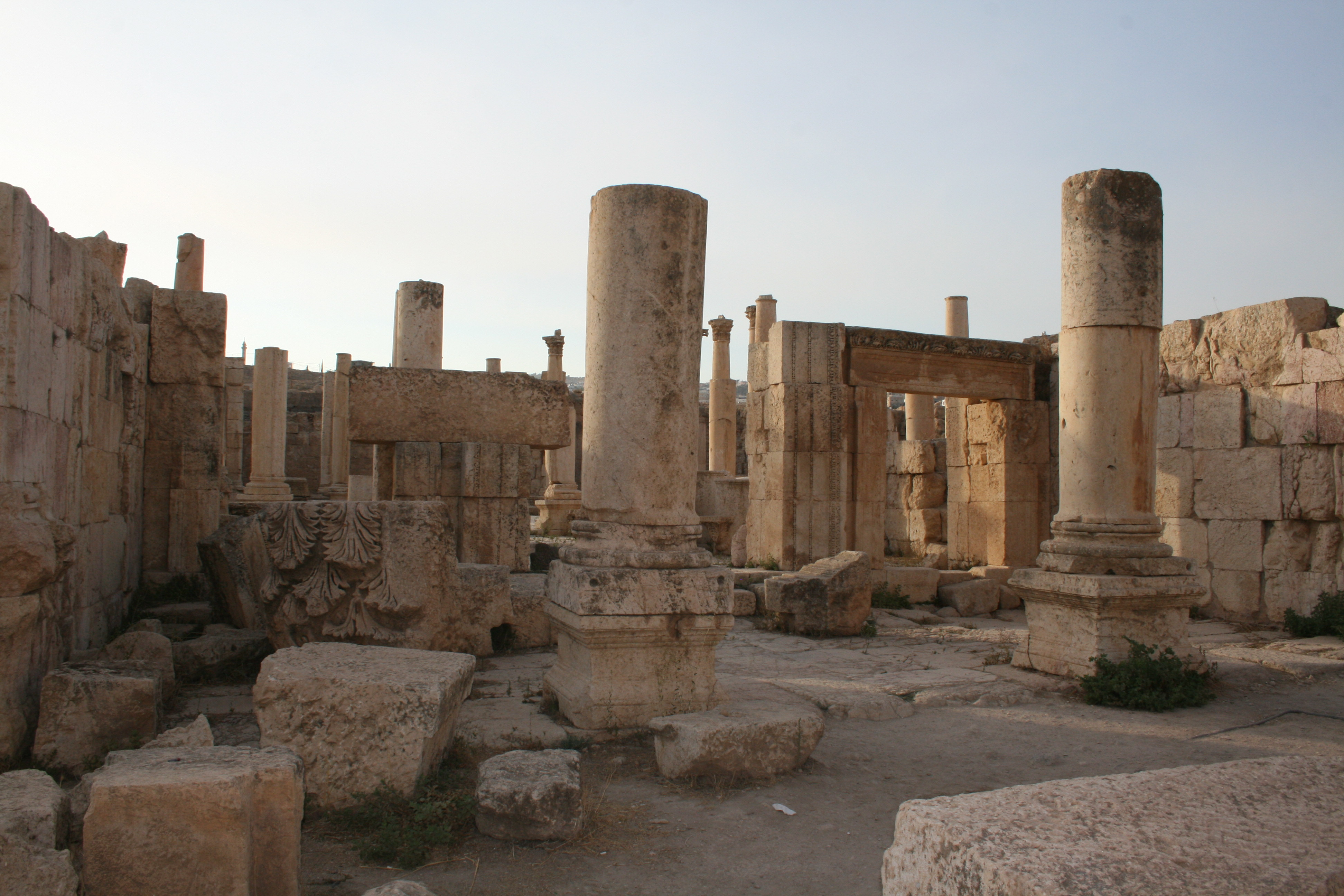
Il macellum di Gerasa.

Il Macellum era un particolare mercato delle città romane, in cui venivano convogliate le merci destinate alla vendita: si trattava di un mercato specializzato nella vendita al dettaglio di carne e di pesce. Questo spesso ospitava al centro della sua corte interna un bacino o un vivaio per i pesci. Al macellum, inoltre, era possibile trovare anche cibi preconfezionati e verdure "esotiche", o comunque di non facile reperibilità. 

## Descrizione
Di solito si trattava di un edificio a pianta quadrangolare, collocato su un lato del foro cittadino o in prossimità di esso (o comunque su un asse viario principale), caratterizzato internamente da una corte scoperta e porticata, spesso centralizzata da una grande thòlos, da un vivaio per i pesci o, più semplicemente, da una fontana (come a Gerasa). Sotto i portici erano alloggiate le tabernae dei rivenditori (macellari).

## Storia
Il macellum si diffonde nel mondo romano a partire dal III secolo a.C. o, comunque, non ci sono esempi fuori Roma precedenti a questa data: il primo esempio, infatti, compare nell'Urbe nella seconda metà del secolo, rimanendo un unicum fino al 179 a.C., quando viene eretto in città un secondo mercato da Marco Fulvio Nobiliore. Da questo momento inizia la diffusione dell'edificio anche fuori del territorio strettamente urbano. Questo significa che il macellum, essendo una novità per Roma, ebbe bisogno di un certo periodo di tempo per poter essere assorbito nella cultura romana e in quella delle città sottomesse. Contemporaneamente si veniva consolidando l'influenza dei Romani sull'Italia Meridionale, fatto che si accompagnava ad una consapevolezza sempre maggiore di sé stessi. Questo sarebbe confermato dai primi "macella" conosciuti fino ad oggi (cioè quelli di Ostia, Pompei e Morgantina) sia da un punto di vista cronologico (questi mercati vengono costruiti tutti nella seconda metà del II secolo a.C.) sia dalla distribuzione geografica dei centri che li ospitano. 

## Etimologia
Circa l'origine del termine macellum, nel corso degli ultimi decenni si sono raggiunti risultati decisivi, tanto che il dibattito sembra essersi ormai definitivamente concluso. Della parola latina abbiamo testimonianze sia letterarie sia epigrafiche a partire da Plauto (presso il quale essa designa già il mercato coperto della città), per poi continuare con Terenzio Varrone (De lingua latina, V, 147), Verrio Flacco e ancora Plutarco. Dalla fine del XIX secolo si accoglie per lo più la tesi dell'origine greca (makellon-makelos-makelon), così come fanno Stowasser e Lewy. Negli ultimi decenni Marcello Gaggiotti ha proposto tutt'altra posizione negli studi sull'etimologia della parola macellum: egli ritrova un'origine punica per il termine latino, facendolo derivare dalla radice <ʾ-k-l> = “mangiare”, il cui corrispondente nomen loci è *maʾkal (="luogo in cui si mangia"), donde macellum e di lì makellon. La punicità dell'etimologia si giustificherebbe considerando la forte presenza dell'elemento cartaginese (per lo più di estrazione aristocratica) a Roma e dintorni durante e dopo la I guerra punica (264-241 a.C.), cioè proprio nel momento della costruzione del primo macellum della città di Roma. A ciò si aggiungerebbero, come conferma alla teoria proposta, le corrispondenze rilevate tra mercato punico e macellum romano (sintetizzate nella forma chiusa dell'edificio e nella presenza di una thòlos al centro della corte centrale). 
| Luoghi di mercato. | Luoghi di mercato. | Luoghi di mercato. | Luoghi di mercato. | Luoghi di mercato. | Luoghi di mercato.                 | Luoghi di mercato.               |
| Immagine           | Valore             | Dritto | Rovescio | Datazione          | Peso; diametro                     | Catalogazione                    |
| ------------------ | ------------------ | --- | --- | ------------------ | ---------------------------------- | -------------------------------- |
|                    | dupondio           | NERO CLAVDIUS CAESAR AVG GER P M TR P IMP P P, testa laureata di Nerone verso destra, con un globo alla base del busto; | MAC AUG S-C, facciata del Macellum Magnum costruito da Nerone, una statua di fronte alla base di un'entrata a quattro colonne cilindrica, nella parte alta una struttura a tre colonne sormontata da una cupola conica; portico a due ordini da entrambe le parti (sinistra-destra). | 65                 | 14.60 gr, 7 h (zecca di Lugdunum); | RIC I 402; BMCRE 336; Cohen 129. |